# Coppa del Mondo di rugby femminile 2017
La Coppa del Mondo di rugby femminile 2017 (in inglese 2017 Women's Rugby World Cup) fu l'8ª edizione della Coppa del Mondo di rugby, massima competizione internazionale di rugby a 15 femminile organizzata da World Rugby.
Si tenne nell'isola d'Irlanda dal 9 al 26 agosto 2017 e fu vinta dalla Nuova Zelanda, che si aggiudicò il torneo per la quinta volta battendo in finale a Belfast le campionesse uscenti dell'Inghilterra, che nell'edizione precedente avevano interrotto la striscia di 4 vittorie consecutive delle Black Ferns.
Il torneo fu ospitato dalla federazione irlandese e interessò due Paesi, la Repubblica d'Irlanda e il Regno Unito, che ha sovranità sull'Irlanda del Nord.
Dublino, nel territorio della Repubblica, ospitò le fasi a gironi mentre Belfast, in Irlanda del Nord, fu sede dei play-off.
Ognuna delle due città contribuì alla logistica della manifestazione con due stadi.
La competizione si svolse a 3 anni di distanza dalla precedente, quella del 2014, nel quadro di una riorganizzazione della cadenza dei tornei voluta da World Rugby; in particolare, la coppa femminile andava sfalsata di due anni rispetto a quella maschile ed entrambe cadono a un anno di distanza, prima o dopo, del torneo olimpico; quella femminile cade, inoltre, un anno prima della Coppa del Mondo Seven; la successiva coppa femminile fu quindi programmata per il 2021, anche se la sopraggiunta pandemia di COVID-19 che sconvolse tutti i calendari sportivi del mondo ne provocò il rinvio al 2022.

## L'organizzazione
A marzo 2015 la federazione rugbistica irlandese pose la sua candidatura a ospitare l'evento.
Non essendovi altri contendenti, World Rugby le assegnò l'organizzazione nel maggio 2015.
Le città furono due, Dublino e Belfast, e le sedi indicate furono 4, due delle quali nella capitale dell'Éire (entrambi dell'University College Dublin, il Billings Park e l Bowl) e altrettanti in quella dell'Irlanda del Nord (Ravenhill Stadium, l'impianto più capiente della manifestazione e destinato a ospitare semifinali e finale, e il Queen's University Belfast).
Tutta la fase a gironi si svolse nell'Éire mentre quella a eliminazione diretta in Irlanda del Nord.

## Impianti
| Città   | Impianto           | Capacità | Incontri |
| ------- | ------------------ | -------- | -------- |
| Belfast | Queen's University |          | 7        |
| Belfast | Ravenhill Stadium  | 18 196   | 5        |
| Dublino | Billings Park UCD  | 2 000    | 9        |
| Dublino | UCD Bowl           | 3 000    | 9        |

## Squadre qualificate
Delle dodici squadre del torneo, sette erano qualificate automaticamente in virtù del piazzamento ottenuto nella Coppa del Mondo di rugby femminile 2014 in Francia: si trattava dell'Inghilterra campione uscente, del Canada finalista, di Irlanda e Francia semifinaliste sconfitte, Nuova Zelanda e Stati Uniti, rispettivamente quinte e seste, e Australia, vincitrice della finale del settimo posto.
Gli altri cinque posti furono determinati da:
- migliori due della classifica avulsa combinata dei Sei Nazioni 2015 e 2016 tra Galles, Italia e Scozia[3];
- spareggio in gara doppia tra la vincitrice del campionato europeo 2016 e la terza della classifica avulsa di cui al punto precedente[3];
- migliori due classificate di un torneo a 4 squadre comprendente Sudafrica, la vincitrice del campionato oceaniano e le migliori due del campionato asiatico 2016[3].

Per quanto riguarda la zona europea, le due migliori classificate dal torneo del Sei Nazioni risultarono essere nell'ordine Italia (che vinse tutti gli scontri diretti contro le altre pretendenti alla qualificazione) e Galles; la Scozia andò allo spareggio contro la Spagna campione d'Europa e fu sconfitta nel doppio confronto, lasciando quindi via libera alle iberiche per la qualificazione.
Riguardo alla zona extraeuropea, il Sudafrica non partecipò alle qualificazioni, che videro contrapporsi le due migliori del campionato asiatico, Giappone e Hong Kong, e la campione oceaniana Figi; le migliori due risultarono le asiatiche, che quindi si qualificarono.
| Fase                  | Americhe                                             | Europa                                                                               | Oceania                                                         | Ripescaggi                                               |
| --------------------- | ---------------------------------------------------- | ------------------------------------------------------------------------------------ | --------------------------------------------------------------- | -------------------------------------------------------- |
| Qualificate d'ufficio | - Canada (finalista) - Stati Uniti (6ª classificata) | - Francia (semifinalista) - Inghilterra (campione uscente) - Irlanda (semifinalista) | - Australia (7ª classificata) - Nuova Zelanda (5ª classificata) |                                                          |
| Schema qualificazioni |                                                      | - Italia (Europa 1) - Galles (Europa 2) - Spagna (Europa 3)                          |                                                                 | - Giappone (Asia/Oceania 1) - Hong Kong (Asia/Oceania 2) |

## Formula
Le 12 squadre furono ripartite in 3 gruppi da 4 squadre ciascuna; in ciascun gruppo le quattro squadre si affrontarono con il meccanismo del girone all'italiana e classifica stilata secondo il sistema dell'Emisfero Sud (4 punti a vittoria, 2 a pareggio, 0 a sconfitta più il bonus sconfitta di un punto per scarti in gara inferiori o uguali a 7 punti, e altro eventuale bonus di un punto per la squadra che realizzi 4 o più mete in un incontro).
In base al piazzamento nel proprio girone, fu assegnato a ciascuna delle 12 squadre un seeding da 1 a 12 che avrebbe determinato a quale delle semifinali avrebbe acceduto:
- alle tre migliori prime in ordine di punteggio decrescente e a seguire la miglior seconda furono assegnati i seeding da 1 a 4 e accedettero alle semifinali per il titolo mondiale;
- alle altre due seconde e alle due migliori terze fu assegnato il seeding da 5 a 8 e disputarono le semifinali per i posti dal quinto all'ottavo;
- alla peggiore terza e alle tre ultime di ciascun girone fu assegnato il seeding da 9 a 12 e disputarono le semifinali per i posti dal nono al dodicesimo.

Tutte le gare di play-off erano a eliminazione diretta con eventuali tempi supplementari e spareggio ai calci liberi

## Gironi
Il sorteggio per la definizione dei gironi ebbe luogo a Belfast il 9 novembre 2016 quando era ancora ignoto il nome di tre partecipanti sui cinque posti in gara.
A tale data, infatti, solo Italia e Galles avevano concluso il percorso di qualificazione, per cui le tre squadre mancanti furono sostituite da tre marcaposto, Europa 3 (nel girone B), Asia/Oceania 1 (nel girone C) e Asia/Oceania 2 (nel girone A), posizioni che poi furono occupate, rispettivamente, da Spagna, Giappone e Hong Kong.
L'evento durante il quale si tenne il sorteggio fu presieduto dal capo di World Rugby Bill Beaumont con la collaborazione delle ex rugbiste Fiona Coghlan (Irlanda) e Maggie Alphonsi (Inghilterra) e dalla pentatleta olimpionica britannica Mary Peters.
| Girone A                                                         | Girone B                                                        | Girone C                                                     |
| ---------------------------------------------------------------- | --------------------------------------------------------------- | ------------------------------------------------------------ |
| - Canada (Q) - Nuova Zelanda (Q) - Galles (E2) - Hong Kong (AO2) | - Inghilterra (Q) - Stati Uniti (Q) - Italia (E1) - Spagna (E3) | - Francia (Q) - Irlanda (Q) - Australia (Q) - Giappone (AO1) |

## Fase a gironi

### Girone A
| Data           | Incontro                  | Risultato | Sede    |
| -------------- | ------------------------- | --------- | ------- |
| 9 agosto 2017  | Nuova Zelanda ― Galles    | 44-12     | Dublino |
| 9 agosto 2017  | Canada ― Hong Kong        | 98-0      | Dublino |
| 13 agosto 2017 | Nuova Zelanda ― Hong Kong | 121-0     | Dublino |
| 13 agosto 2017 | Canada ― Galles           | 15-0      | Dublino |
| 17 agosto 2017 | Canada ― Nuova Zelanda    | 5-48      | Dublino |
| 17 agosto 2017 | Galles ― Hong Kong        | 39-15     | Dublino |

|   | Classifica    | G | V | N | P | PF  | PS  | P±   | B | PT |
| - | ------------- | - | - | - | - | --- | --- | ---- | - | -- |
| 1 | Nuova Zelanda | 3 | 3 | 0 | 0 | 213 | 17  | +196 | 3 | 15 |
| 2 | Canada        | 3 | 2 | 0 | 1 | 118 | 48  | +70  | 1 | 9  |
| 3 | Galles        | 3 | 1 | 0 | 2 | 51  | 74  | −23  | 1 | 5  |
| 4 | Hong Kong     | 3 | 0 | 0 | 3 | 15  | 258 | −243 | 0 | 0  |

### Girone B
| Data           | Incontro                  | Risultato | Sede    |
| -------------- | ------------------------- | --------- | ------- |
| 9 agosto 2017  | Inghilterra ― Spagna      | 56-5      | Dublino |
| 9 agosto 2017  | Stati Uniti ― Italia      | 24-12     | Dublino |
| 13 agosto 2017 | Inghilterra ― Italia      | 56-13     | Dublino |
| 13 agosto 2017 | Stati Uniti ― Spagna      | 43-0      | Dublino |
| 17 agosto 2017 | Inghilterra ― Stati Uniti | 47-26     | Dublino |
| 17 agosto 2017 | Italia ― Spagna           | 8-22      | Dublino |

|   | Classifica  | G | V | N | P | PF  | PS  | P±   | B | PT |
| - | ----------- | - | - | - | - | --- | --- | ---- | - | -- |
| 1 | Inghilterra | 3 | 3 | 0 | 0 | 159 | 44  | +115 | 3 | 15 |
| 2 | Stati Uniti | 3 | 2 | 0 | 1 | 93  | 59  | +34  | 3 | 11 |
| 3 | Spagna      | 3 | 1 | 0 | 2 | 27  | 107 | −80  | 0 | 4  |
| 4 | Italia      | 3 | 0 | 0 | 3 | 33  | 102 | −69  | 0 | 0  |

### Girone C
| Data           | Incontro             | Risultato | Sede    |
| -------------- | -------------------- | --------- | ------- |
| 9 agosto 2017  | Irlanda ― Australia  | 19-17     | Dublino |
| 9 agosto 2017  | Francia ― Giappone   | 72-14     | Dublino |
| 13 agosto 2017 | Irlanda ― Giappone   | 24-14     | Dublino |
| 13 agosto 2017 | Francia ― Australia  | 48-0      | Dublino |
| 17 agosto 2017 | Australia ― Giappone | 29-15     | Dublino |
| 17 agosto 2017 | Francia ― Irlanda    | 21-5      | Dublino |

|   | Classifica | G | V | N | P | PF  | PS  | P±   | B | PT |
| - | ---------- | - | - | - | - | --- | --- | ---- | - | -- |
| 1 | Francia    | 3 | 3 | 0 | 0 | 141 | 19  | +122 | 2 | 14 |
| 2 | Irlanda    | 3 | 2 | 0 | 1 | 48  | 52  | −4   | 0 | 8  |
| 3 | Australia  | 3 | 1 | 0 | 2 | 46  | 82  | −36  | 2 | 6  |
| 4 | Giappone   | 3 | 0 | 0 | 3 | 43  | 125 | −82  | 0 | 0  |

### Classifica combinata eseeding
|    | Classifica    | G | V | N | P | PF  | PS  | P±   | B | PT |
| -- | ------------- | - | - | - | - | --- | --- | ---- | - | -- |
| 1  | Nuova Zelanda | 3 | 3 | 0 | 0 | 213 | 17  | +196 | 3 | 15 |
| 2  | Inghilterra   | 3 | 3 | 0 | 0 | 159 | 44  | +115 | 3 | 15 |
| 3  | Francia       | 3 | 3 | 0 | 0 | 141 | 19  | +122 | 2 | 14 |
| 4  | Stati Uniti   | 3 | 2 | 0 | 1 | 93  | 59  | +34  | 3 | 11 |
| 5  | Canada        | 3 | 2 | 0 | 1 | 118 | 48  | +70  | 1 | 9  |
| 6  | Irlanda       | 3 | 2 | 0 | 1 | 48  | 52  | −4   | 0 | 8  |
| 7  | Australia     | 3 | 1 | 0 | 2 | 46  | 82  | −36  | 2 | 6  |
| 8  | Galles        | 3 | 1 | 0 | 2 | 51  | 74  | −23  | 1 | 5  |
| 9  | Spagna        | 3 | 1 | 0 | 2 | 27  | 107 | −80  | 0 | 4  |
| 10 | Italia        | 3 | 0 | 0 | 3 | 33  | 102 | −69  | 0 | 0  |
| 11 | Giappone      | 3 | 0 | 0 | 3 | 43  | 125 | −82  | 0 | 0  |
| 12 | Hong Kong     | 3 | 0 | 0 | 3 | 15  | 258 | −243 | 0 | 0  |

## Fase aplay-off

### Finali 9º-12º posto
|  | Semifinali | Semifinali | Semifinali |        |        | Finale 9º posto  | Finale 9º posto  | Finale 9º posto  |  |
|  |            |            |            |        |        |                  |                  |                  |  |
|  | Italia     | Italia     | 22         |        |        |                  |                  |                  |  |
|  | Italia     | Italia     | 22         |        |        |                  |                  |                  |  |
|  | Giappone   | Giappone   | 0          |        |        |                  |                  |                  |  |
|  | Giappone   | Giappone   | 0          |        | Italia | Italia           | 20               |                  |  |
|  |            |            |            |        | Italia | Italia           | 20               |                  |  |
|  |            |            | Spagna     | Spagna | 15     |                  |                  |                  |  |
|  | Spagna     | Spagna     | Spagna     | Spagna | 15     | 31               |                  |                  |  |
|  | Spagna     | Spagna     |            |        |        | 31               |                  |                  |  |
|  | Hong Kong  | Hong Kong  | 7          |        |        | Finale 11º posto | Finale 11º posto | Finale 11º posto |  |
|  | Hong Kong  | Hong Kong  | 7          |        |        |                  |                  |                  |  |
|  |            |            |            |        |        |                  |                  |                  |  |
|  |            |            |            |        |        | Giappone         | Giappone         | 44               |  |
|  |            |            |            |        |        | Giappone         | Giappone         | 44               |  |
|  |            |            |            |        |        | Hong Kong        | Hong Kong        | 5                |  |

#### Semifinali
| Arbitro: | Tim Baker |

|                                            |    |  |
| Bettoni 39’ Sillari 46’, 58’ S. Stefan 79’ | mt |  |
| Sillari 79’                                | tr |  |

| Arbitro: | Sara Cox |

|                                                         |    |                   |
| del Pan 6’ Rico 28’ Erbina 52’ Echebarría 57’ Meliz 79’ | mt | 35’ Hopewell-Fong |
| P. García 6’, 28’, 52’                                  | tr | 35’ Garvey        |

#### Finale per l’11º posto
| Arbitro: | Aimee Barrett-Theron |

|                                                                                |    |        |
| Shimizu 2’, 43’ Tsutsumi 12’ Kato 36’ Sakurai 61’, 79’ Tomita 66’ Suzuki 80+1’ | mt | 53’ So |
| Shimizu 66’ Tasaka 80+1’                                                       | tr |        |

#### Finale per il 9º posto
| Arbitro: | Séan Gallagher |

|                                     |      |                            |
| Sillari 43’ Stefan 58’ Barattin 89’ | mt   | 25’ del Pan 80’ Echebarría |
| Sillari 58’                         | tr   | 80’ P. García              |
| Sillari 51’                         | c.p. | 16’ P. García              |

### Finali 5º-8º posto
|  | Semifinali | Semifinali | Semifinali |        |           | Finale 5º posto | Finale 5º posto | Finale 5º posto |  |
|  |            |            |            |        |           |                 |                 |                 |  |
|  | Irlanda    | Irlanda    | 24         |        |           |                 |                 |                 |  |
|  | Irlanda    | Irlanda    | 24         |        |           |                 |                 |                 |  |
|  | Australia  | Australia  | 36         |        |           |                 |                 |                 |  |
|  | Australia  | Australia  | 36         |        | Australia | Australia       | 12              |                 |  |
|  |            |            |            |        | Australia | Australia       | 12              |                 |  |
|  |            |            | Canada     | Canada | 43        |                 |                 |                 |  |
|  | Canada     | Canada     | Canada     | Canada | 43        | 52              |                 |                 |  |
|  | Canada     | Canada     |            |        |           | 52              |                 |                 |  |
|  | Galles     | Galles     | 0          |        |           | Finale 7º posto | Finale 7º posto | Finale 7º posto |  |
|  | Galles     | Galles     | 0          |        |           |                 |                 |                 |  |
|  |            |            |            |        |           |                 |                 |                 |  |
|  |            |            |            |        |           | Irlanda         | Irlanda         | 17              |  |
|  |            |            |            |        |           | Irlanda         | Irlanda         | 17              |  |
|  |            |            |            |        |           | Galles          | Galles          | 27              |  |

#### Semifinali
| Arbitro: | Ian Tempest |

|                                                   |      |                                                        |
| Egan 14’ Miller 18’ Spence 74’ P. Fitzpatrick 80’ | mt   | 8’ Williams 29’ Riordan 34’ Samoa 50’ Boyle 64’ Murphy |
| Stapleton 14’ Tyrrel 80’                          | tr   | 29’, 34’, 50’, 64’ Hewson                              |
|                                                   | c.p. | 58’ Hewson                                             |

| Arbitro: | Aimee Barrett-Theron |

|                                                                                     |    |  |
| Alarie 8’, 40’ Miller 28’ Nelles 35’ Grusnick 44’ Paquin 49’ tecnica 57’ Mervin 73’ | mt |  |
| Miller 8’, 28’, 35’, 44’, 49’                                                       | tr |  |

#### Finale per il 7º posto
| Arbitro: | Claire Hodnett |

|                                           |    |                                                       |
| P. Fitzpatrick 12’ Peat 64’ Fitzhenry 75’ | mt | 30’ Thomas 49’ Harries 53’ Phillips 69’ Powell-Hughes |
| Stapleton 12’                             | tr | 30’, 49’ Wilkins                                      |

#### Finale per il 5º posto
| Arbitro: | Sara Cox |

|                     |    |                                                                          |
| Riordan 4’ Patu 20’ | mt | 11’, 50’ Zussman 27’ Thornborough 31’, 73’ Alarie 36’ Paquin 64’ Russell |
| Hewson 4’           | tr | 11’, 31’ Miller 64’, 73’ Burk                                            |

### Finali 1º-4º posto
|  | Semifinali    | Semifinali    | Semifinali    |               |             | Finale          | Finale          | Finale          |  |
|  |               |               |               |               |             |                 |                 |                 |  |
|  | Nuova Zelanda | Nuova Zelanda | 45            |               |             |                 |                 |                 |  |
|  | Nuova Zelanda | Nuova Zelanda | 45            |               |             |                 |                 |                 |  |
|  | Stati Uniti   | Stati Uniti   | 12            |               |             |                 |                 |                 |  |
|  | Stati Uniti   | Stati Uniti   | 12            |               | Inghilterra | Inghilterra     | 32              |                 |  |
|  |               |               |               |               | Inghilterra | Inghilterra     | 32              |                 |  |
|  |               |               | Nuova Zelanda | Nuova Zelanda | 41          |                 |                 |                 |  |
|  | Inghilterra   | Inghilterra   | Nuova Zelanda | Nuova Zelanda | 41          | 20              |                 |                 |  |
|  | Inghilterra   | Inghilterra   |               |               |             | 20              |                 |                 |  |
|  | Francia       | Francia       | 3             |               |             | Finale 3º posto | Finale 3º posto | Finale 3º posto |  |
|  | Francia       | Francia       | 3             |               |             |                 |                 |                 |  |
|  |               |               |               |               |             |                 |                 |                 |  |
|  |               |               |               |               |             | Stati Uniti     | Stati Uniti     | 23              |  |
|  |               |               |               |               |             | Stati Uniti     | Stati Uniti     | 23              |  |
|  |               |               |               |               |             | Francia         | Francia         | 31              |  |

#### Semifinali
| Arbitro: | Alhambra Nievas |

|                                                                                    |      |                       |
| Subritzky-Nafatali 3’ Woodman 25’, 48’, 62’, 71’ Ngata-Aerengamate 75’ Brazier 77’ | mt   | 15’ Thomas 58’ Kelter |
| Cocksedge 25’, 77’                                                                 | tr   | 15’ Kelter            |
| Cocksedge 19’, 55’                                                                 | c.p. |                       |

| Arbitro: | Graham Cooper |

|                      |      |          |
| Bern 61’ Jones 80+1’ | mt   |          |
| Scarratt 61’, 80+1’  | tr   |          |
| Scarratt 17’, 52’    | c.p. | 37’ Izar |

#### Finale per il 3º posto
| Arbitro: | Tim Baker |

|                                                         |      |                        |
| Corson 21’ Mayans 31’ Mignot 35’ Le Pesq 51’ Annery 58’ | mt   | 40’ Gustaitis 71’ Emba |
| Amédée 31’, 35’ Drouin 58’                              | tr   | 40’, 71’ Kelter        |
|                                                         | c.p. | 17’, 46’, 56’ Kelter   |

#### Finale
| Arbitro: | Joy Neville |

| |              | |
| tecnica 25’ Thompson 32’, 55’ Noel-Smith 77’ | mt           | 8’, 69’ Winiata 39’, 45’, 58’ Natua 53’ Smith 63’ Cocksedge |
| Scarratt 32’, 77’ | tr           | 46’, 54’, 58’ Cocksedge |
| Scarratt 15’, 51’ | c.p.         | |
| · Scarratt · 71’ Thompson · Jones · 55’ Burford · Wilson · Daley-Mclean · 59’ Hunt · 57’ Cornborough · 57’ Cokayne · 57’ Bern · A. Scott · 64’ Taylor · Matthews · 60’ Packer · Hunter | Formazioni   | · Winiata · Woodman · Waaka 64’ · Brazier · Wickliffe 59’ · Subritzky-Nafatali · Cocksedge 79’ · Natua 77’ · Fa’amausili 79’ · A. Itunu 67’ · Blackwell 28’ 33’ · Smith 74’ · McMenamin 71’ · Goss 20’ · Savage |
| · 55’ Reed · 57’ Clark · 57’ Fleetwood · 57’ Lucas · 59’ Mason · 60’ Noel-Smith · 64’ Millar-Mills · 71’ Wilson Hardy                                                                  | Sostituzioni | · Wood 28’ 33’ 74’ · Hohepa 59’ · T. Fitzpatrick 64’ · Nelson 67’ · Ketu 71’ 77’ · Talawadua 77’ · Ngata-Aerengamate 79’ · Sue 77’                                                                              |
| Simon Middleton | Allenatori   | Glenn Moore |

## Classifica finale
|    | Squadra       |
| -- | ------------- |
|    | Nuova Zelanda |
|    | Inghilterra   |
|    | Francia       |
| 4  | Stati Uniti   |
| 5  | Canada        |
| 6  | Australia     |
| 7  | Galles        |
| 8  | Irlanda       |
| 9  | Italia        |
| 10 | Spagna        |
| 11 | Giappone      |
| 12 | Hong Kong     |

## Statistiche

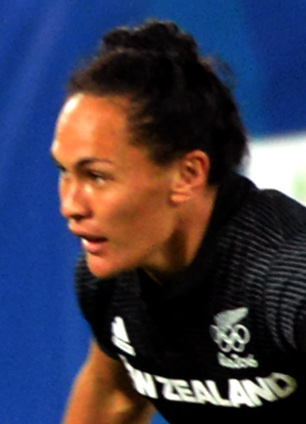
Portia Woodman, miglior realizzatrice del torneo

L'edizione 2017 della Coppa del Mondo femminile batté diversi record relativi a tale competizione.
Il torneo registrò la maggiore affluenza di pubblico mai riscontrata, con 45 412 spettatori, circa 1 500 di media a gara; di essi, 17115 furono quelli presenti alla finale di Belfast.
La semifinale Francia — Inghilterra registrò un'audience televisiva record (per un incontro di Coppa del Mondo femminile) di 3 200 000 spettatori su France 2 e 2 650 000 spettatori, ovvero una cifra pari a circa la metà dell'audience della finale maschile del 2015, videro sul canale britannico ITV la finale tra Inghilterra e Nuova Zelanda.
A livello tecnico-sportivo, fu la quinta vittoria della Nuova Zelanda in otto edizioni, che rafforzò il primato della Black Ferns nella competizione; l'unica altra plurivincitrice del torneo è l'Inghilterra, campione uscente all'inizio della competizione e già vincitrice della Coppa del Mondo di rugby femminile 1994; gli Stati Uniti vantano un solo titolo, quello dell'esordio della competizione nel 1991, ufficializzato a posteriori dall'International Rugby Board.
La finale tra Inghilterra e Nuova Zelanda vide marcare 11 mete, vale a dire una in più della somma di tutte quelle realizzate nelle tre precedenti finali in cui le due citate contendenti si erano affrontate.
La neozelandese Portia Woodman fu sia la migliore marcatrice di mete (13) che di punti (65).
Per quanto riguarda invece la presenza dell'Italia, si trattò del ritorno nella competizione dopo 15 anni.
A livello statistico le giocatrici azzurre riportarono la loro prima vittoria assoluta nel torneo (il 22-0 al Giappone) e chiusero al nono posto battendo la Spagna nella relativa finale; fu l'unico incontro nella fase a eliminazione terminato ai tempi supplementari e valse la conquista, da parte delle italiane, della loro miglior posizione nella storia della rassegna mondiale.
Grazie al loro piazzamento finale, le prime sette classificate del torneo (Nuova Zelanda, Inghilterra, Francia, Stati Uniti, Canada, Australia e Galles) hanno guadagnato l'automatica qualificazione alla Coppa del Mondo di rugby femminile 2021.